# Maximiliano Falcón
Maximiliano Joel Falcón Picart (Paysandú, 1 de maio de 1997) é um futebolista uruguaio que atua como zagueiro do Inter Miami.

## Carreira
Formado na base do Nacional, foi emprestado para o Rentistas por 2 anos.
Em 2020, foi para o Colo-Colo.

## Títulos
Nacional
- Campeonato Uruguaio: 2020